# Programi za simbolno računanje
Programi za simbolno računanje (angleški izraz je Computer algebra system (računalniški algebrski sistem); kratica CAS) so programi, ki omogočajo simbolično matematiko. Ti programi imajo običajno naslednje možnosti:
- aritmetika (računanje) s poljubno točnostjo
- simbolično poenostavljanje izrazov (razcep, združevanje, reševanje enačb, odvajanje in integriranje)
- grafična predstavitev funkcij v 2-D in 3-D
- matrične operacije
- višji programski jezik
- oblikovanje besedila in kakovosten izpis matematičnega besedila

Na področju geometrije so podobni programi za dinamično geometrijo.

## Seznam programov za simbolno računanje
- Splošno namenski programi
  - Komercialni programi:
    - Derive
    - DoCon
    - Maple
    - Mathematica
    - MuMATH
    - MuPAD
    - Reduce

  - Prosto programje:
    - Axiom
    - dcas
    - Eigenmath
    - GiNaC
    - Maxima
    - Sage
    - Yacas
- algebrska geometrija:
  - Macaulay
  - SINGULAR
- teorija grafov:
  - VEGA
- algebra:
  - GAP (prosto programje)
  - Magma
- teorija števil:
  - PARI-GP (prosto programje)
- računala s programi za simbolno računanje:
  - TI-89 (Derive)
  - TI-92 (Derive)
  - HP 49G+
- numerični paketi:
  - MATLAB
  - GNU Octave (prosto programje)
  - Scilab
  - Mathcad
- statistika:
  - S (programski jezik)
  - R (prosto programje)

## Matematika v programih za simbolno računanje
- simbolična integracija
- Gröbnerjeva baza
- največji skupni delitelj
- razcep polinoma

### Seznami programov za simbolno računanje
- http://compalg.inf.elte.hu/compalg/coindex.html Arhivirano 2005-09-01 na Wayback Machine.
- http://www-mri.math.kun.nl/systems_and_packages/systems_and_packages.html Arhivirano 2004-10-10 na Wayback Machine.
- http://www.cs.kun.nl/~freek/digimath/ Arhivirano 2004-10-10 na Wayback Machine.
- Math Software
- http://www.mat.univie.ac.at/~slc/divers/software.html
- http://www.lapcs.univ-lyon1.fr/~nthiery/CalculFormelLibre/ Arhivirano 2005-10-14 na Wayback Machine.
- SAL list of computer algebra systems

### Spletne strani programov za simbolno računanje
- Axiom
- DCAS
- Derive
- Derive (Evropa)
- DoCon Arhivirano 2006-02-18 na Wayback Machine.
- GAP
- GiNaC
- PARI-GP
- Maple
- Mathematica
- Maxima
- REDUCE
- Sage